# Артёмовский муниципальный округ (Свердловская область)
Артёмовский муниципальный о́круг — муниципальное образование в Свердловской области России. Относится к Восточному управленческому округу области. Административный центр — город Артёмовский.
С точки зрения административно-территориального устройства области, муниципальный округ находится в границах административно-территориальной единицы Артёмовский район.
С 1 января 2025 года имеет статус муниципального округа.

## География
Муниципальный округ расположен в центральной части Свердловской области. Граничит:
- на севере с муниципальным округом Алапаевским;
- на востоке с Ирбитским муниципальным образованием;
- на юге с муниципальным округом Сухой Лог;
- на юго-западе с Асбестовским муниципальным округом;
- на западе с Режевским муниципальным округом.

Площадь муниципального округа составляет 2027 км².

### Водные ресурсы
Основные реки: Ирбит и Реж с притоками Бобровка, Бобровка Татарская, Бичур, Буланаш. На территории округа несколько прудов и ландшафтный памятник природы Белое озеро.

## История
Первые поселения на территории Артёмовского муниципального округа появились в XVII — XVII веках.
10 февраля 1924 года в составе Екатеринбургского округа Уральской области был образован Егоршинский район с центром в селе Егоршине. В его состав вошли Егоршинская, Шогришская, Покровская и Больше-Трифоновская волости. В 1925 году из Тагильского округа в Егоршинский район была передана Мироновская волость.
В 1930 году, после упразднения округов Егоршинский район перешёл в прямое подчинение Уральской области.
В 1931 году к Егоршинскому району была присоединена часть территории упразднённых Зайковского и Заводо-Ирбитского районов.
10 мая 1934 года Егоршинский район был отнесён к Свердловской области, а на следующий год центром района стал рабочий посёлок Артёмовский.
В 1938 году в районе был образован рабочий посёлок Красногвардейский, а рабочий посёлок Артёмовский получил статус города.
По данным 1940 года, в состав Егоршинского района входили город Артёмовский, рабочий посёлок Красногвардейский, Аникинский, Анохинский, Антоновский, Бичурский, Боярский, Горкинский, Гостьковский, Килаченский, Крутихинский, Лаптевский, Лебёдкинский, Липинский, Мироновский, Мостовский, Першинский, Писанский, Покровский, Пьянковский, Сарафановский, Стригановский, Трифоновский, Шмаковский, Шогринский и Якшинский сельсоветы.
7 марта 1941 года рабочий посёлок Красногвардейский и Аникинский, Анохинский, Антоновский, Бичурский, Боярский, Горкинский, Килачевский, Крутихинский, Лаптевский, Лебёдкинский, Першинский, Пьянский, Стриганский, Шмаковский и Якшинский сельсоветы были переданы во вновь образованный Зайковский район. Одновременно из Алапаевского района в Егоршинский район был передан Раскатихинский сельсовет.
В ноябре 1944 года Гостьковский, Липинский, Мироновский, Раскатихинский и Сарафановский сельсоветы были переданы в Коптеловский район.
1 апреля 1949 года в Егоршинском районе образован рабочий посёлок Буланаш.
20 мая 1960 года из Зайковского района в Егоршинский район были переданы рабочий росёлок Красногвардейский, а также Боярский, Бичурский и Лебёдкинский сельсоветы.
27 сентября 1960 года город Артёмовский получил статус города областного подчинения. При этом к нему в подчинение был передан Егоршинский район, переименованный при этом в Артёмовский район и сохранённый в качестве административно-территориальной единицы.
в 1963 году Артёмовский район был включён в состав Алапаевского района.
13 января 1965 года из состава Алапаевского района был выделен Артёмовский район с центром в городе областного подчинения Артёмовском. В том же году в составе района был образован Шогринский сельсовет.
22 ноября 1966 года посёлки Квартал 75 км и Чистое Поле были переименованы в Малую Липовку и Елховский соответственно.
По данным 1967 года, в состав района входили город областного подчинения Артёмовский, рабочие посёлки Буланаш и Красногвардейский, Лебёдкинский, Мироновский, Мостовской, Покровский, Сосновоборский, Трифоновский и Шогринский сельсоветы.
12 апреля 1973 года Трифоновский сельсовет был переименован в Большетрифоновский.
17 декабря 1995 года по результатам местного референдума на территории города Артёмовского и Артёмовского района в город и район были объединены в единое муниципальное образование Артёмовский район. Устав муниципального образования Артёмовский район был зарегистрирован управлением юстиции Свердловской области 8 августа 1996 года № 59. 10 ноября 1996 года муниципальное образование было включено в областной реестр муниципальных образований, 30 ноября 1999 года муниципальное образование было включено в федеральный реестр муниципальных образований Российской Федерации.
В 2002 году была учреждена символика, используемая муниципальным образованием: флаг и герб.
Областной думой законодательного собрания Свердловской области 21 сентября 2004 года принят Закон Свердловской области № 93-ОЗ «Об установлении границ муниципального образования Артёмовский район», который 7 октября 2004 года одобрен палатой представителей законодательного собрания Свердловской области, 12 октября 2004 года подписан губернатором Свердловской области и вступил в силу 31 декабря. Город Артёмовский, ранее относившийся к городам областного подчинения, был включён в состав соответствующего административного района. Рабочие посёлки Буланаш и Красногвардейский 31 декабря 2004 года были преобразованы в сельские населённые пункты.
С 1 января 2006 года муниципальное образование носило наименование Артёмовский городской округ.
С 1 января 2025 года Артёмовский городской округ наделён статусом муниципального округа.

## Население
| 2002    | 2009    | 2010    | 2011    | 2012    | 2013    | 2014    |
| ------- | ------- | ------- | ------- | ------- | ------- | ------- |
| 35 040  | ↗59 499 | ↗60 230 | ↘59 959 | ↘58 992 | ↘58 186 | ↘57 551 |
| 2015    | 2016    | 2017    | 2018    | 2019    | 2020    | 2021    |
| ↘57 062 | ↘56 759 | ↘56 592 | ↘56 223 | ↘55 465 | ↘54 966 | ↘53 018 |
| 2023    |         |         |         |         |         |         |
| ↘52 575 |         |         |         |         |         |         |

## Состав
В состав муниципального округа и района входят 27 населённых пунктов. При этом район до 1 октября 2017 года включал 9 территориальных единиц: 1 город и 8 сельских советов.
| №  | Населённый пункт  | Тип населённого пункта        | Население | Территориальная единица Артёмовского района |
| -- | ----------------- | ----------------------------- | --------- | ------------------------------------------- |
| 1  | Антоново          | село                          | ↘65       | Лебёдкинский сельсовет                      |
| 2  | Артёмовский       | город, административный центр | ↘28 775   | город Артёмовский                           |
| 3  | Белый Яр          | посёлок                       | ↗2        | Сосновоборский сельсовет                    |
| 4  | Березники         | посёлок                       | ↘44       | город Артёмовский                           |
| 5  | Бичур             | село                          | ↘74       | Лебёдкинский сельсовет                      |
| 6  | Большое Трифоново | село                          | ↘610      | Большетрифоновский сельсовет                |
| 7  | Боровской         | посёлок                       | ↘0        | Лебёдкинский сельсовет                      |
| 8  | Буланаш           | посёлок                       | ↘11 989   | город Артёмовский                           |
| 9  | Бучино            | деревня                       | ↘26       | Мироновский сельсовет                       |
| 10 | Заболотье         | посёлок                       | ↘11       | Покровский сельсовет                        |
| 11 | Кислянка          | посёлок                       | ↗39       | Большетрифоновский сельсовет                |
| 12 | Красногвардейский | посёлок                       | ↘3754     | город Артёмовский                           |
| 13 | Лебёдкино         | село                          | ↘500      | Лебёдкинский сельсовет                      |
| 14 | Липино            | село                          | ↘100      | Мироновский сельсовет                       |
| 15 | Лисава            | деревня                       | ↘54       | Мостовской сельсовет                        |
| 16 | Луговая           | деревня                       | ↘32       | Мироновский сельсовет                       |
| 17 | Малое Трифоново   | деревня                       | ↘155      | Большетрифоновский сельсовет                |
| 18 | Мироново          | село                          | ↘657      | Мироновский сельсовет                       |
| 19 | Мостовское        | село                          | ↘712      | Мостовской сельсовет                        |
| 20 | Налимово          | деревня                       | ↘8        | Мостовской сельсовет                        |
| 21 | Незевай           | посёлок                       | ↘493      | Незеваевский сельсовет                      |
| 22 | Писанец           | село                          | ↘430      | Сосновоборский сельсовет                    |
| 23 | Покровское        | село                          | ↘2364     | Покровский сельсовет                        |
| 24 | Родники           | деревня                       | ↘23       | Мироновский сельсовет                       |
| 25 | Сарафаново        | село                          | ↘35       | Шогринский сельсовет                        |
| 26 | Сосновый Бор      | посёлок                       | ↘1350     | Сосновоборский сельсовет                    |
| 27 | Шогринское        | село                          | ↘566      | Шогринский сельсовет                        |

### Упразднённые населённые пункты
- 14 ноября 2016 года Законом Свердловской области № 108-OP были упразднены посёлки Дальний Буланаш, Елховский, Каменка, Катковые Поля, Среднеборовской, Упор[40].
- Областным законом от 11 апреля 2017 года посёлок Брагино был упразднён[41].

## Достопримечательности
В 15 км от Артёмовского, на левом берегу реки Ирбит, близ села Писанец расположен памятник природы «Писаный камень» (отвесная скала высотой 8-10 м, с рисунками древнего человека).
В центре города Артёмовского находится памятник товарищу Артёму, российскому революционеру.